# Прапор Шрі-Ланки
Прапор Шрі-Ланки — один з офіційних символів Шрі-Ланки. Офіційно затверджений у 1948 році після проголошення незалежності. З того часу до прапора були внесені незначні зміни.
Після проголошення у 1948 році незалежності Цейлону (цю назву мала Шрі-Ланка у той час) як прапор був затверджений стародавній прапор королівства Канді. На прапорі зображений золотий лев на червоному полі, який у лапі тримає шаблю. Лев уособлює начало Цейлону. У 1951 році до прапора були додані зелена та рожева стрічки, які символізують мусульманську та індуську меншини, червоне поле представляє буддійську більшість. У 1972 році, коли країна була перейменована на Шрі-Ланку, чотири листка фікуса священного було додано в кути червоного поля. Листки символізують любов, співчуття, взаєморозуміння, та самовитримку.

## Історія

Прапор Целону, 2 березня 1951 року — 22 травня 1972 року
Прапор Цейлону, 4 лютого 1948 року — 2 березня 1951 року
Прапор Британського Цейлону, 1875—1948